# Cuchara de té helado

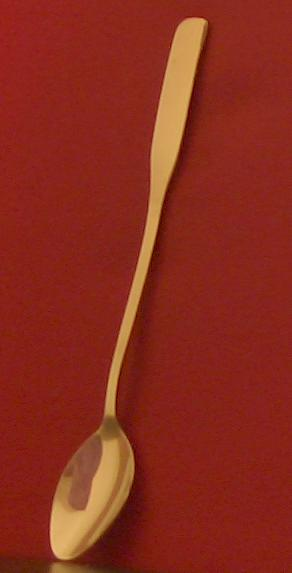
Cuchara de té helado.

Una cuchara de té helado es una especie de cuchara con un asa bastante alargada para poder agitar el contenido del fondo de los vasos de gran tamaño. Esta cuchara es muy típica en el sur de Estados Unidos. Se la emplea para agitar el azúcar y otros edulcorantes vertidos en el té helado, que tradicionalmente se sirve en vasos de caña alta.